# CLIPSAS
El Centro de Comunicación e Información de las Potencias Firmantes del Llamado de Estrasburgo (en francés, Centre de liaison et d’information des puissances maçonniques signataires de l’appel de Strasbourg) (CLIPSAS) es una organización internacional de jurisdicciones soberanas francmasónicas, miembro con carácter especial consultivo del Consejo Económico y Social (ECOSOC) de la  Organización de las Naciones Unidas (ONU), y es la única organización internacional francmasónica que hace aportaciones en materia de derechos humanos, igualdad de género, libertad de conciencia y laicismo en el máximo escenario de la política internacional.
En el 2021, inició su periodo como presidente de esta organización Iván HERRERA-MICHEL, colombiano, miembro de la Federación Colombiana de Logias Masónicas, en sustitución de François PADOVANI, francés miembro de la Gran Logia Mixta de Francia. El cargo del presidente durará hasta 2024.

## Historia
CLIPSAS fue creada en Estrasburgo (Francia) el 22 de enero de 1961, por iniciativa del Gran Oriente de Francia, La Gran Logia de Italia ALAM, El Gran Oriente de Suiza, La Serenísima Gran Logia de Lengua Española  y otras ocho obediencias masónicas soberanas. Las Grandes Logias emitieron el Llamado de Estrasburgo, con el fin de establecer relaciones fraternales y el reconocimiento de la absoluta libertad de conciencia.
Su fundación respondía a materializar el mandato andersoniano de unir lo disperso fundamentado en la defensa de la absoluta libertad de conciencia y en un ecumenismo humano.
Estas jurisdicciones masónicas estuvieron de acuerdo en lanzar un llamado a todos los masones y masonas del mundo, con el fin de reunirlos, respetando no solo su soberanía, sino sus ritos, sus creencias y su simbología, en una verdadera e irrompible Cadena de Unión universal.
Actualmente CLIPSAS tiene presencia en 38 países, 4 continentes, cuenta con más de 150000 miembros distribuidos en 104 potencias masónicas.

## Miembros
1. Gran Logia de Italia ALAM	Fundador
2. Gran Oriente de Suiza Fundador
3. Gran Oriente de Austria	Fundador
4. Gran Oriente de Luxembourgo	Fundador
5. Serenísima Gran Logia de Lengua Española	Fundador
6. Gran Logia de Dinamarca	25/09/1970
7. Gran Logia Mixta de Puerto Rico	08/02/1976
8. Gran Logia George Washington Union	02/02/1979
9. Gran Logia del Rito Malayo	13/03/1981
10. Omega Grand Lodge of the State of New York	12/03/1982
11. Gran Logia Unida de Camerún	12/03/1982
12. Federación Francesa de la Orden Mixta Internacional "El Derecho Humano"	11/03/1983
13. Gran Logia Simbólica Española	11/03/1983
14. Gran Oriente del Congo	09/03/1984
15. Gran Logia Mixta de Francia	09/03/1984 / Back in May 2013
16. Gran Logia Femenina de Bélgica	09/03/1984
17. Gran Logia Mixta de Países Bajos	08/03/1985
18. Gran Logia Mixta Universal	21/04/1984 / Back in May 2013
19. Gran Oriente Lusitano	08/03/1985
20. Gran Logia Haitiana de Saint-Jean des Or\d’Outre Mer	08/05/1985
21. Gran Logia de Haití	15/05/1987
22. HUMANITAS- Freimaurergrossloge für Frauen und Männer in Deutschland	15/05/1987
23. Gran Oriente Latino Americano	15/05/1987
24. Grand Bénin de la République du Bénin	13/05/1988
25. Großloge Humanitas Austria	28/04/1989
26. Grands Orient & Loge Associés du Congo	28/04/1989
27. Grande Loge Libérale de Turquie	28/04/1989
28. Gran Logia Mixta de Chile	10/05/1991
29. Grande Loge Française de Memphis-Misraïm	10/05/1991
30. Grande Loge Féminine de Memphis-Misraïm	29/05/1992
31. Grande Eburnie	29/05/1992
32. Grande Loge Féminine de Turquie	21/05/1993
33. Gran Logia Femenina de Chile	12/05/1994
34. Gran Loggia Massonica Femminile d’Italia	26/05/1995
35. Grande Loja Unida do Paraná	26/05/1995
36. Séréníssime Grand Orient de Grèce	17/05/1996
37. Grande Loge de la Caraïbe	17/05/1997
38. Grande Loge Nationale du Canada	17/05/1997
39. Grande Oriente Nacional “Gloria do Ocidente” do Brasil	23/05/1998
40. Gran Logia del Norte de Colombia	15/04/2000
41. Grande Loja Maçônica Mista do Brasil	26/05/2001
42. Ordre Maçonnique International DELPHI	26/05/2001
43. Grande Loge Centrale du Liban	11/05/2002
44. Grand Orient Mixte de Grèce	11/05/2002
45. Grande Loja Unida de Pernambuco	11/05/2002
46. Grande Loge Mixte de Memphis-Misraïm	31/05/2003
47. Gran Logia Central de Colombia	31/05/2003
48. Grande Loge de Cèdres	31/05/2003
49. Grande Loge Symbolique Masculine d’Afrique	31/05/2003
50. Grand Rite Malagasy Féminin	31/05/2003
51. Gran Logia Femenina de Argentina	22/05/2004
52. Gran Oriente de Chile	22/05/2004
53. Grande Loja Arquitetos de Aquário – GLADA	14/05/2005
54. Grande Loge Bet-El	14/05/2005
55. Grande Loge Féminine de Roumanie	13/05/2006
56. Grande Loge Indépendante et Souveraine des Rites Unis	24/05/2008
57. Gran Oriente de la Franc-masonería del Uruguay 24/05/2008
58. Grande Loge du Maroc	24/05/2008
59. Gran Logia Constitucional del Perú	23/05/2009
60. Gran Oriente Federal de la República Argentina	23/05/2009
61. Gran Oriente de El Salvador	23/05/2009
62. Gran Logia Hiram Habif	23/05/2009
63. Gran Oriente de Roumanie	23/05/2009
64. Gran Loge Nationale Unie de Roumanie	23/05/2009
65. Federación Colombiana de Logias Masónicas	22/05/2010
66. Grande Loja Feminina do Brasil	22/05/2010
67. Grand Loge de Belgique	21/05/2011
68. Gran Orient de Catalunya	21/05/2011
69. Gran Logia Soberana de Libres y Aceptados Masones de Venezuela	21/05/2011
70. Gran Logia Oriental del Perú	21/05/2011
71. Grande Loge Unie Du Liban	21/05/2011
72. Lithos – Fédéracion de Loges – Belgique	21/05/2011
73. Grand Loge Libérale d´Autriche	21/05/2011
74. Grande Oriente Ibérico	19/05/2012
75. Gran Oriente Ecuatoriano Nueva Era	11/05/2013
76. Grande Lodge Mixte Souveraine de France	31/05/2014
77. Grande Lodge Travaillant au Rite Ecossais Primitif	31/05/2014
78. Universal Grand Lodge of Bulgaria	31/05/2014
79. Grande Lodge des Cultures et de la Spiritualité	31/05/2014
80. Ordre Initiatique et Traditionnel de l’Art Royal	31/05/2014
81. Grande Loja Simbólica de Portugal 30/05/2015
82. Grande Loge Féminine du Maroc 30/05/2015
83. The South Carolina Grand Lodge of Ancient Free and Accepted Masons 30/05/2015
84. Grande Oriente de México 30/05/2015
85. Grande Loge Mixte Nationale 30/05/2015
86. Grand Orient of Peoples of Russia 30/05/2015
87. Grande Loge ANI du Canada 28/05/2016
88. Grande Loge Traditionnelle et Symbolique d’Afrique 28/05/2016
89. Grand Orient Maçonnique du Brésil 28/05/2016
90. Fédération Ouest Africaine du Droit Humain 28/05/2016
91. Gran Logia Universal de Habla Hispana en los Estados Unidos de América 28/05/2016
92. Grande Loge Mixte du Liban 28/05/2016
93. Grand Orient de Slovénie 28/05/2016
94. United Gr Lodge Sta Catarina 27/05/2017
95. Gran Oriente Masónico Pan-americano, Brasil 27/05/2017
96. Gran Oriente de Canaan, Líbano 27/05/2017
97. Gran Oriente del Congo con sede en Brazzaville 27/05/2017
98. Gran Logia Nacional de Croacia 27/05/2017
99. Gran Oriente de Tailandia 27/05/2017
100. The Most Worshipful NY Grand Lodge 27/05/2017
101. Gran Logia de Cochabamba Bolivia "FUNLOMASBO" 26/05/2018
102. Grande Loge d’Albanie – ILIRIA 26/05/2018
103. Grande Loge Française de Misraïm 01/06/2019